# SC Hertha Breslau
Die SC Hertha Breslau war ein deutscher Fußballverein aus der schlesischen Metropole Breslau.

## Geschichte

### Vor dem Ersten Weltkrieg
Unter dem Namen SC Viktoria 1904 Breslau wurde der Verein 1904 gegründet und trat am 24. September 1905 dem Verband Breslauer Ballspiel-Vereine bei. Er wurde der 2. Klasse zugeordnet und erreichte in der Spielzeit 1905/06 den vierten Platz, wodurch der Verein in die 3. Klasse absteigen musste. Am Ende der Spielzeit trennten sich einige Mitglieder vom Verein und gründeten den SC Hertha Breslau, während Viktoria Breslau später in der Breslauer SpVgg 05 aufging. Zur Spielzeit 1908/09 stieg Hertha Breslau in die A-Klasse Breslau auf. Im März 1911 zog sich der Verein vom Spielbetrieb zurück, ob sich der Verein komplett aufgelöst hatte, ist nicht überliefert. Zumindest hat der Bezirk Breslau am 19. Juni 1913 die Spiel-Erlaubnis von Hertha Breslau verlängert, so dass davon auszugehen ist, dass der Verein noch existierte, jedoch in dieser Zeit nicht am regelmäßigen Verbandsspielbetrieb teilnahm. Im Juli 1913 ist eine Fusion von Hertha Breslau mit dem SC Viktoria 1911 Breslau zum RSV Hohenzollern Breslau überliefert. Zu bemerken ist, dass der Verein in den Quellen sowohl als SC Hertha Breslau als auch als FC Hertha Breslau überliefert ist. Bei der Fusion mit Viktoria 1911 Breslau ist gar von FC Hertha 1909 Breslau die Rede.

### Nach dem Ersten Weltkrieg

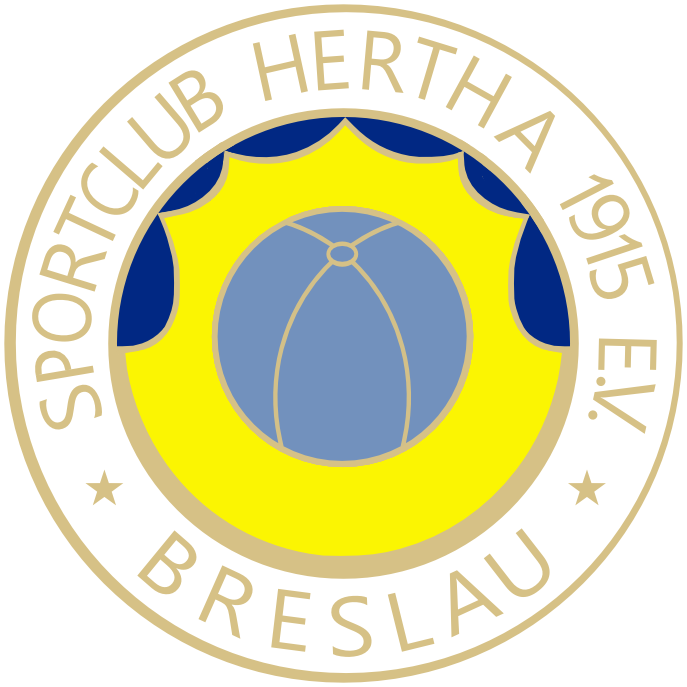
Altes Logo des SC Hertha Breslau

Der Verein wurde 1915 als SC Hertha 1915 Breslau wiedergegründet und gehörte erneut dem Südostdeutschen Fußball-Verband an. Ob die Vereinsgründung auf Basis der Hertha Breslau vor dem Ersten Weltkrieg erfolgte, ist nicht überliefert.
Die Schwarz-Gelben stiegen zur Saison 1919/20 in die seinerzeit höchste Spielklasse, die Bezirksliga Mittelschlesien-Breslau, auf und spielten dort auf Augenhöhe mit den großen Vereinen aus Breslau. In der letzten Spielzeit dieser Liga, 1932/33, belegte der SC Hertha 1915 den dritten Platz. Das reichte zwar aus, um sich für die 1933 eingeführte Gauliga Schlesien zu qualifizieren, aber nach nur zwei Jahren stieg Hertha in die Bezirksliga Mittelschlesien ab. 1936 gelang der direkte Aufstieg. Mit Ausnahme der Saison 1935/36 spielte Hertha bis 1944 in der Gauliga.
Von Oktober 1943 bis zum Oktober 1944 bildete Hertha eine Kriegssportgemeinschaft mit dem LSV Immelmann Breslau unter der Bezeichnung KSG Hertha/Immelmann Breslau.
Durch die Kriegsfolgen und die daraus resultierende Zusprechung Breslaus zu Polen erlosch der Verein 1945.

## Erfolge
- 7 Teilnahmen an der Gauliga Schlesien
- 3 Teilnahmen an der Gauliga Niederschlesien

## Bekannte Spieler
- Hermann Heinzel
- Günter Szewierski

## Spielstätte
SC Hertha Breslau trug seine Heimspiele in der Spielzeit 1940/41 auf dem Sportplatz Schönstraße 56 in Breslau aus. Der dortige Sportplatz fasste 10.000 Zuschauer. Der Zuschauerrekord (1935/36) lag bei 10.000 Zuschauern.